# Gastronomía de Andalucía

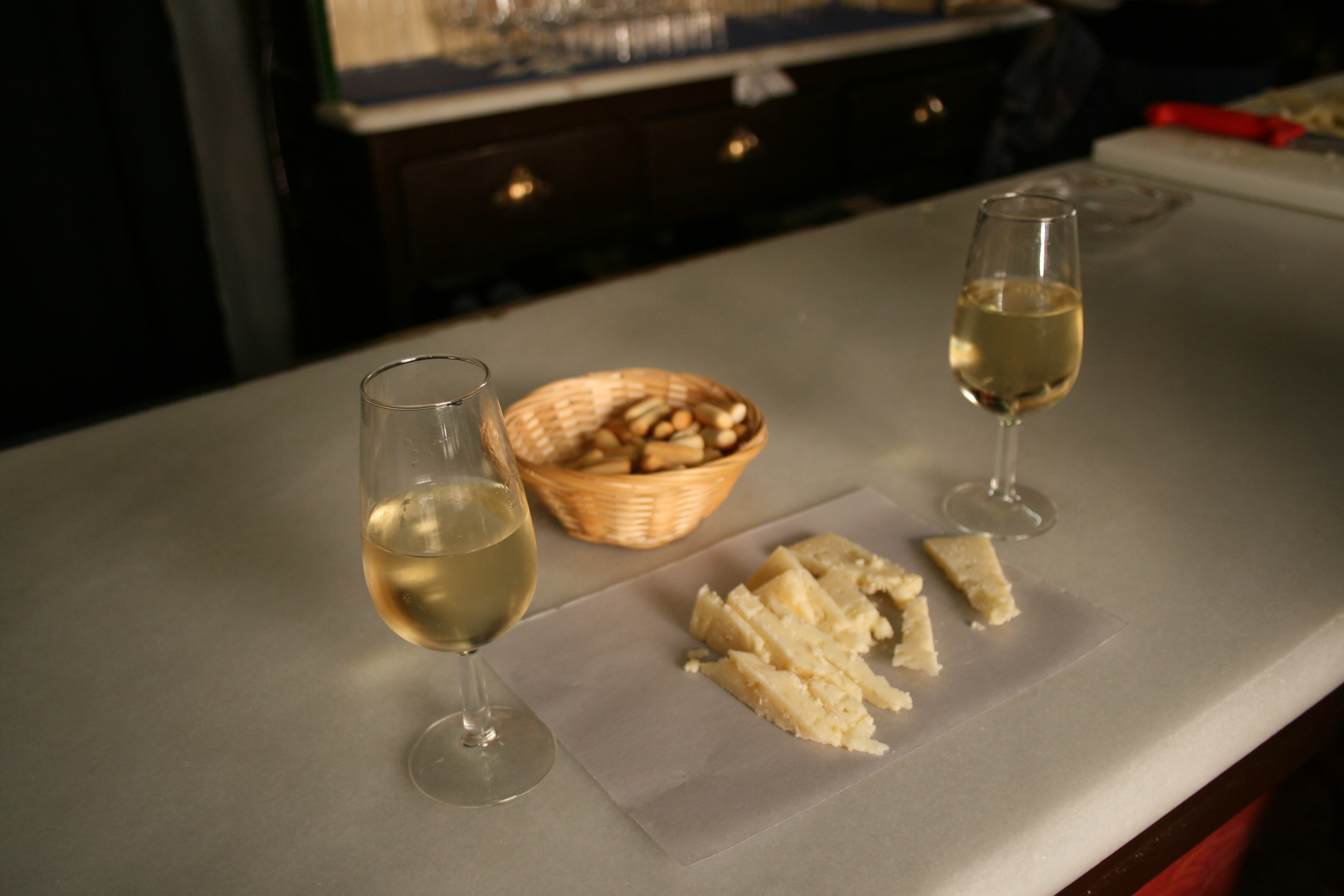
Vino fino con tapa de queso y picos.

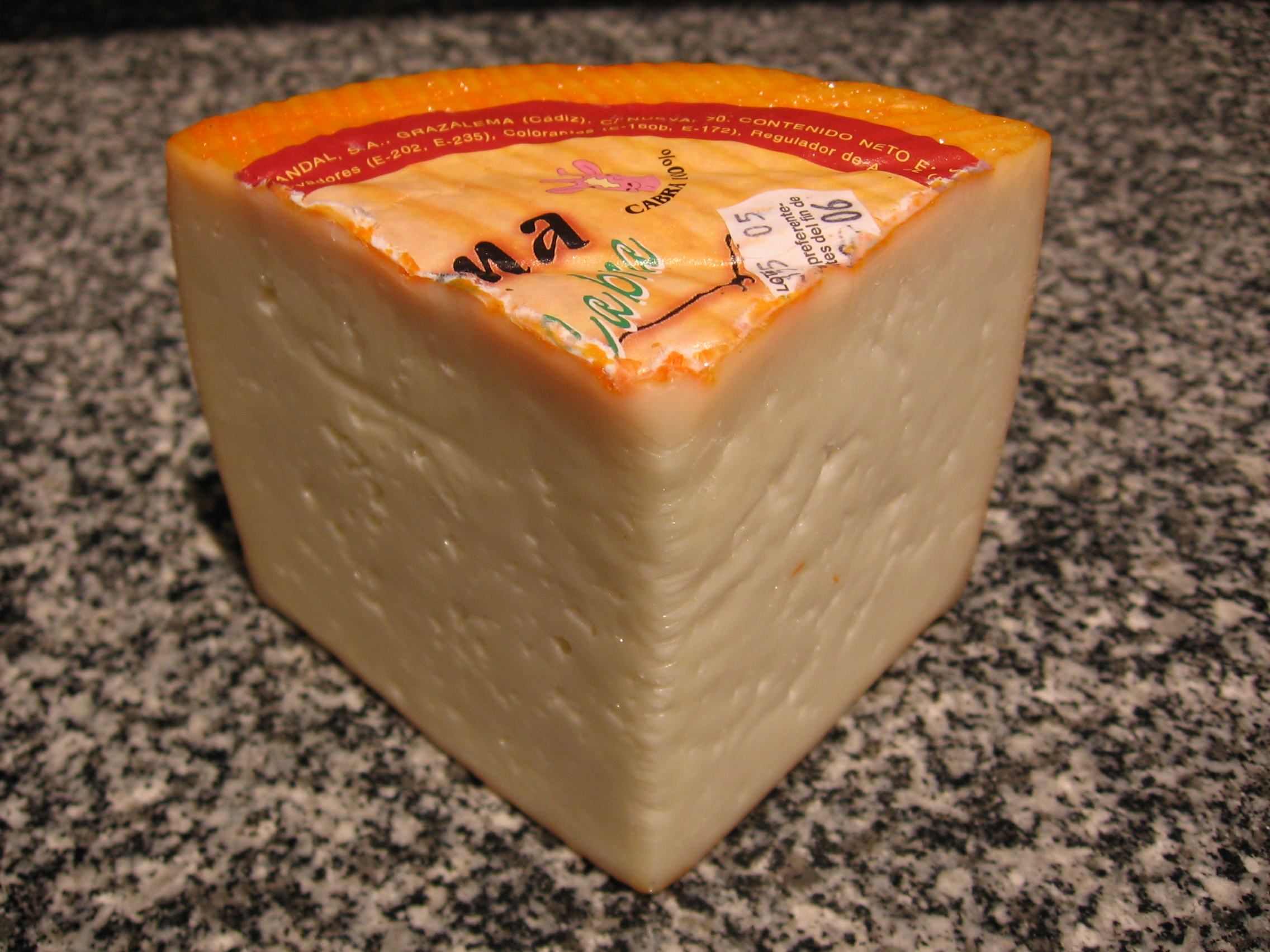
Queso de Grazalema.

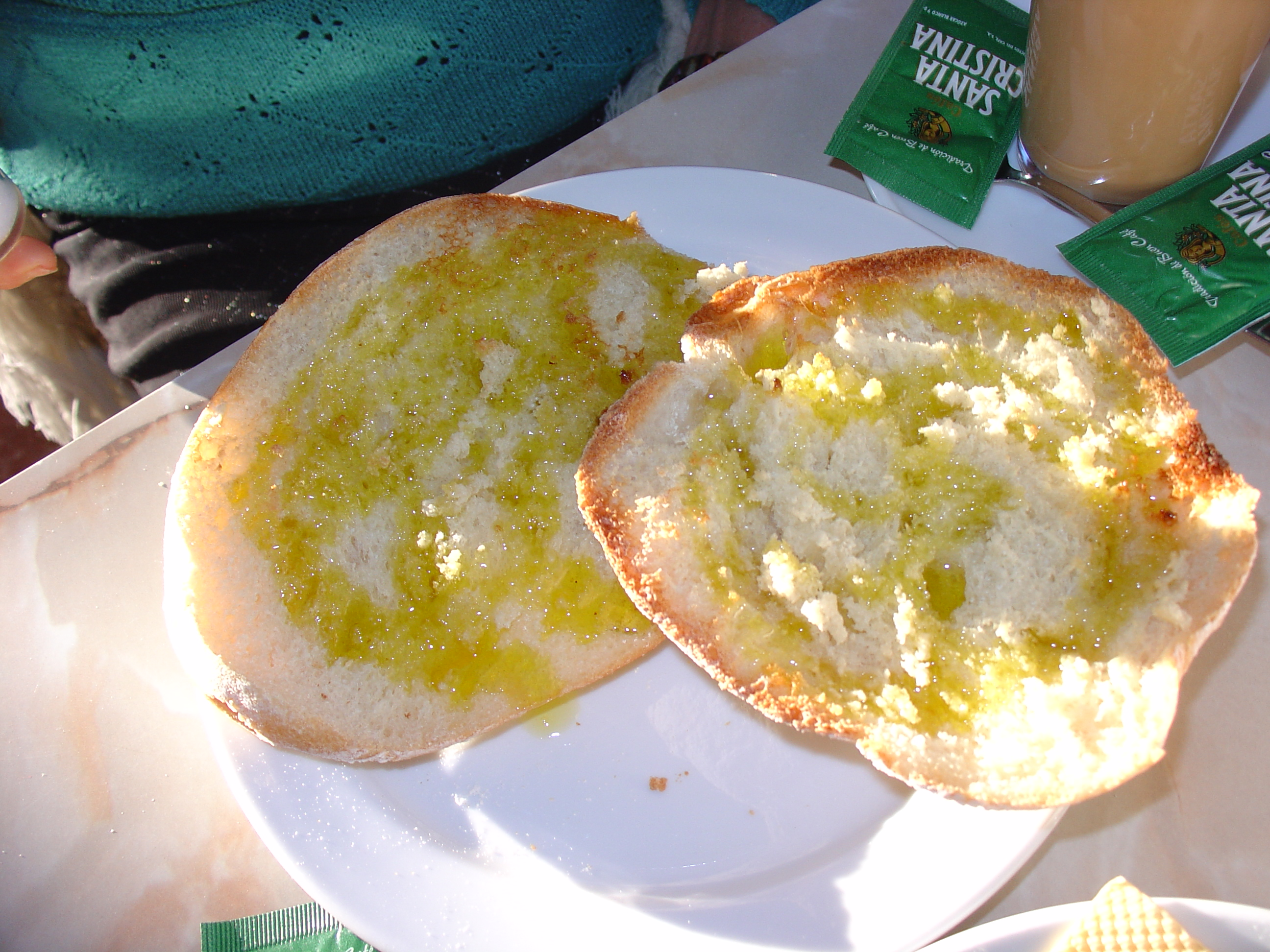
Mollete con aceite de oliva, un desayuno andaluz típico.

La comunidad autónoma de Andalucía posee una rica gastronomía propia, muy variada y con diferencias entre la costa y el interior. Forma parte de la dieta mediterránea. Consiste en una gastronomía muy vinculada al uso del aceite de oliva, los frutos secos, los pescados y las carnes. En la repostería se muestra gran influencia de la cocina andalusí, con el uso de almendras y miel, siendo muy conocidos de esta región los dulces navideños: los mantecados, polvorones y alfajores.

## Técnicas de cocina

### Fritura
La técnica de la fritura es dominio de los andaluces, especialmente con aceite de oliva, que se produce principalmente en las provincias de Jaén (en régimen casi de monocultivo), Córdoba, Cádiz, Granada, Huelva y Málaga.
La friturita se realiza con abundante aceite caliente, se suelen freir piezas de pescado o pescados enteros, pasados previamente por harina a través del enharinado «a la andaluza», es decir, exclusivamente con harina, sin huevo u otros ingredientes, si bien se usa harina de almorta, especial para rebozados. La fritura es muy conocida allí por todos los habitantes y donde más se comen son en los sitios de costa.

## Ingredientes

### Pescados y mariscos
El pescaíto frito y el marisco están muy extendidos por la zona litoral, y bajo su influencia por el interior. Destacan el atún rojo en las zonas almadraberas del Golfo de Cádiz de Huelva y Cádiz, la quisquilla de Motril, el langostino de Sanlúcar, la gamba blanca de Huelva y el chanquete malagueño.
Con cinco provincias costeras, el consumo de pescados y mariscos es bastante elevado: gambas blancas de Huelva, cañaíllas, quisquillas, boquerones fritos o en vinagre, chipirones, chocos, bocas de la Isla, acedías, panojas, coquinas, etcétera.
Es destacable la importante pesca de atún en las almadrabas de la costa gaditana y onubense, así como el consumo popular de mojama (protegida como IGP y otros salazones. También son IGP las conservas de caballa y melva

### Carnes
De especial mención son el cerdo ibérico y la caza. El cerdo ibérico de Jabugo es único en el mundo, estando limitada su producción por su proceso de crianza, que requiere una hectárea de encina o alcornoque, consiguiéndose así unos músculos con grasa entreverada, que los hacen excepcionales, lo que unido a la climatología de la Sierra norte de Huelva y sus vientos producen jamones serranos. Del cerdo ibérico también se obtienen excelentes carnes, que pueden comerse en las decenas de restaurantes por toda Andalucía. Una de las preparaciones cocidas de carne son los callos a la andaluza. Sierra Morena es famosa por sus cacerías, sobre todo de caza mayor, así que también puede disfrutarse de los famosos guisos de jabalí o venado y sus respectivas chacinas. En la Sierra de Cádiz son típicos los platos de carnes de caza: jabalí, conejo, perdiz, venado, corzo y otros.
El jamón curado se produce en las zonas serranas de Sierra Morena y Sierra Nevada, como el  jamón de Jabugo,  el de Los Pedroches o  el de Trevélez. Las tres son denominaciones de origen y tienen una calidad contrastada. En el caso de los jamones de Huelva y del Valle de Los Pedroches son de cerdo ibérico y el caso de Trevélez es de cerdo blanco, si bien su curado en el microclima de la cara norte de Sierra Nevada le proporciona una calidad excepcional. Asimismo el plato alpujarreño destaca como una de las especialidades serranas más conocidas.

### Hortalizas y cereales
Las hortalizas son la base de platos como la alboronía y la pipirrana o piriñaca. Especialmente características son las sopas frías y calientes elaboradas a base de aceite, vinagre, ajo, pan, tomate y pimiento, como el gazpacho, el salmorejo, la porra antequerana, el ajo caliente, la sopa campera o, prescindiendo del tomate y empleando almendras, el ajoblanco. La repostería muestra gran influencia de la cocina andalusí con el uso de la almendras y la miel, siendo muy conocidos los dulces navideños elaborados en los conventos de clausura femeninos: los mantecados, polvorones, pestiños, alfajores, yemas y amarguillos.
En cuanto a los platos elaborados a base de cereales, en Andalucía Oriental están muy extendidas las migas de harina, más próximas a las gachas manchegas que a las migas propiamente dichas. En Andalucía Occidental, sin embargo, son las poleás las que ocupan su lugar. Al ser el bajo Guadalquivir el mayor productor de arroz (largo) de España también pueden degustarse, sobre todo en esa zona, unos excelentes arroces, siendo bien conocidos los caldosos (sin desmerecer los caldosos de marisco de Huelva), y de paloma. En la región con mayor variedad micológica de Europa hay excelentes setas comestibles en las provincias donde se recolectan, y con ellas se preparan deliciosos platos típicos. Una de ellas es el gurumelo (Amanita ponderosa). Una de las comidas típicas es el gazpacho, que contiene un gran número de hortalizas y en algunos casos fruta.

### Lácteos
En el terreno de los lácteos destacan los quesos de oveja y sobre todo los de cabra, elaborados a lo largo de las serranías penibéticas y béticas andaluzas. El más valorado entre los especialistas es el queso de cabra payoyo, típico de la Serranía de Grazalema, en la provincia de Cádiz. 

## Repostería

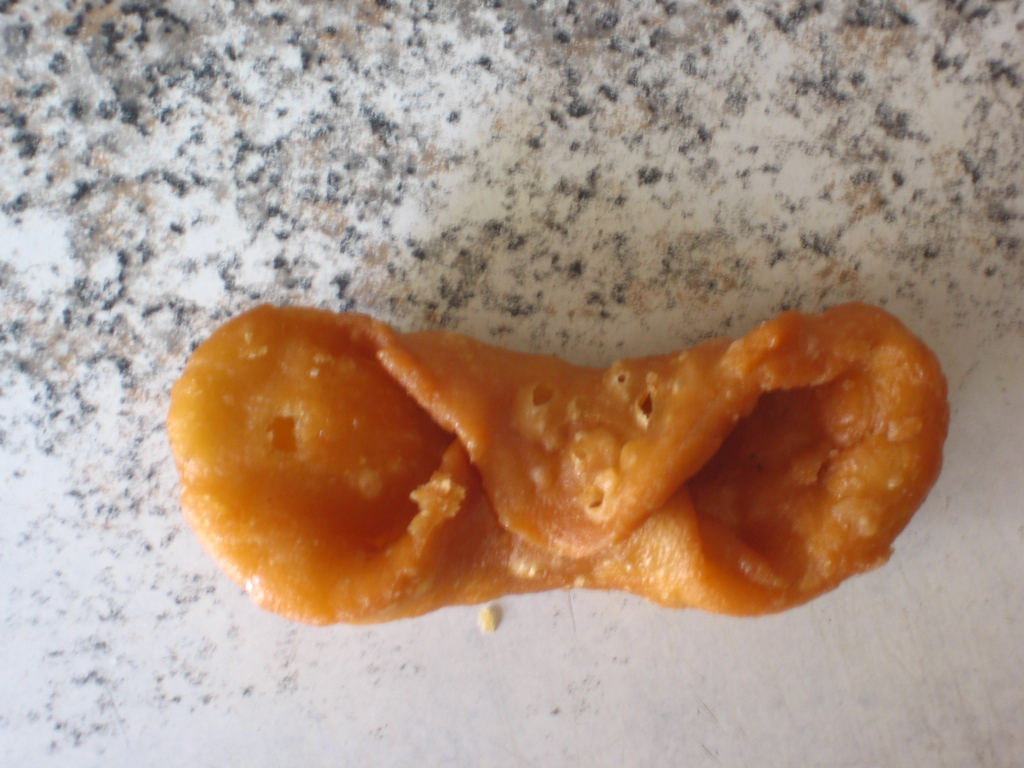
Pestiño.

Con gran influencia de la repostería andalusí medieval, destacan los pestiños, alfajores y amarguillos de Medina Sidonia, el polvorón de Estepa, mantecados, roscos de vino, torrijas, etcétera. Es muy apreciada la repostería conventual.

## Bebidas

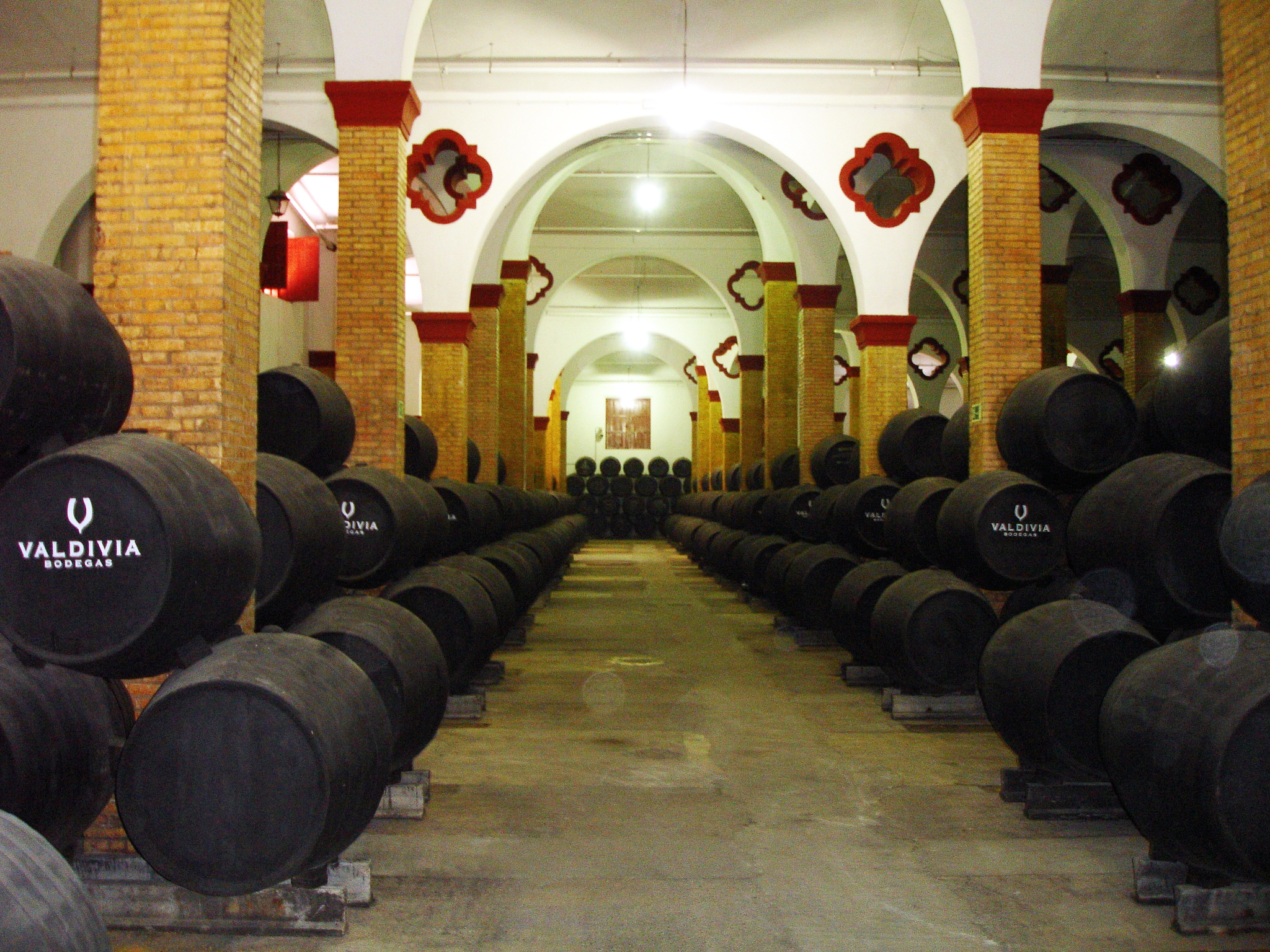
Bodega de soleras y criaderas

Famosos en todo el mundo son los vinos de Jerez, alabados incluso por Shakespeare, y de los que se elabora el prestigioso vinagre de Jerez. También son destacables la manzanilla de Sanlúcar de Barrameda, los vinos blancos de la tierra de Cádiz, el pajarete, los del Condado en Huelva, los de Montilla-Moriles, los de Málaga, la tintilla roteña, el mosto de Umbrete, etcétera. Igualmente apreciados son muchos los licores, como el anís elaborado en Rute o en Cazalla de la Sierra, o el ron elaborado en la Costa Granadina (Motril). En el apartado de las cervezas son muy conocidas la Alhambra, la Cruzcampo o la Victoria.

## Desayunos
El desayuno tradicional andaluz prescinde de bollería y frituras, salvo en el caso de los tradicionales calentitos o churros que no suponen un desayuno habitual. 
El plato característico del desayuno andaluz es la llamada tostada. Se trata de cualquier pieza de pan, rebanada y calentada hasta que esté dorada. El tostado se realiza en un soporte sin peso para mantener el aire en el interior de la pieza y sin contacto directo con la superficie, para evitar el sabor a quemado o el uso de aceites o grasas en el dorado. Andalucía es una de las regiones españolas con mayor número y diversidad de piezas de pan, lo que permite que en cada región o incluso localidad la tostada se asocie con una o varias piezas características. La tostada se pide por medias o enteras, esto es debido al uso tradicional de grandes piezas de pan como hogaza o boba para la confección del plato. 
La tostada suele ser acompañada tradicionalmente de aceite de oliva virgen extra, mantecas como la colorá o la zurrapa de lomo y algunas carnes como jamón serrano, carne mechada (que curiosamente en Andalucía es una carne sin mechar) o incluso el chicharrón gaditano. En el caso del uso de aceite y al ser la superficie de la tostada rugosa y áspera por efecto del calor, se aprovecha para raspar o restregar un diente de ajo que impregnará la superficie antes de aportar el aceite y tomate, en ocasiones.

## Platos típicos

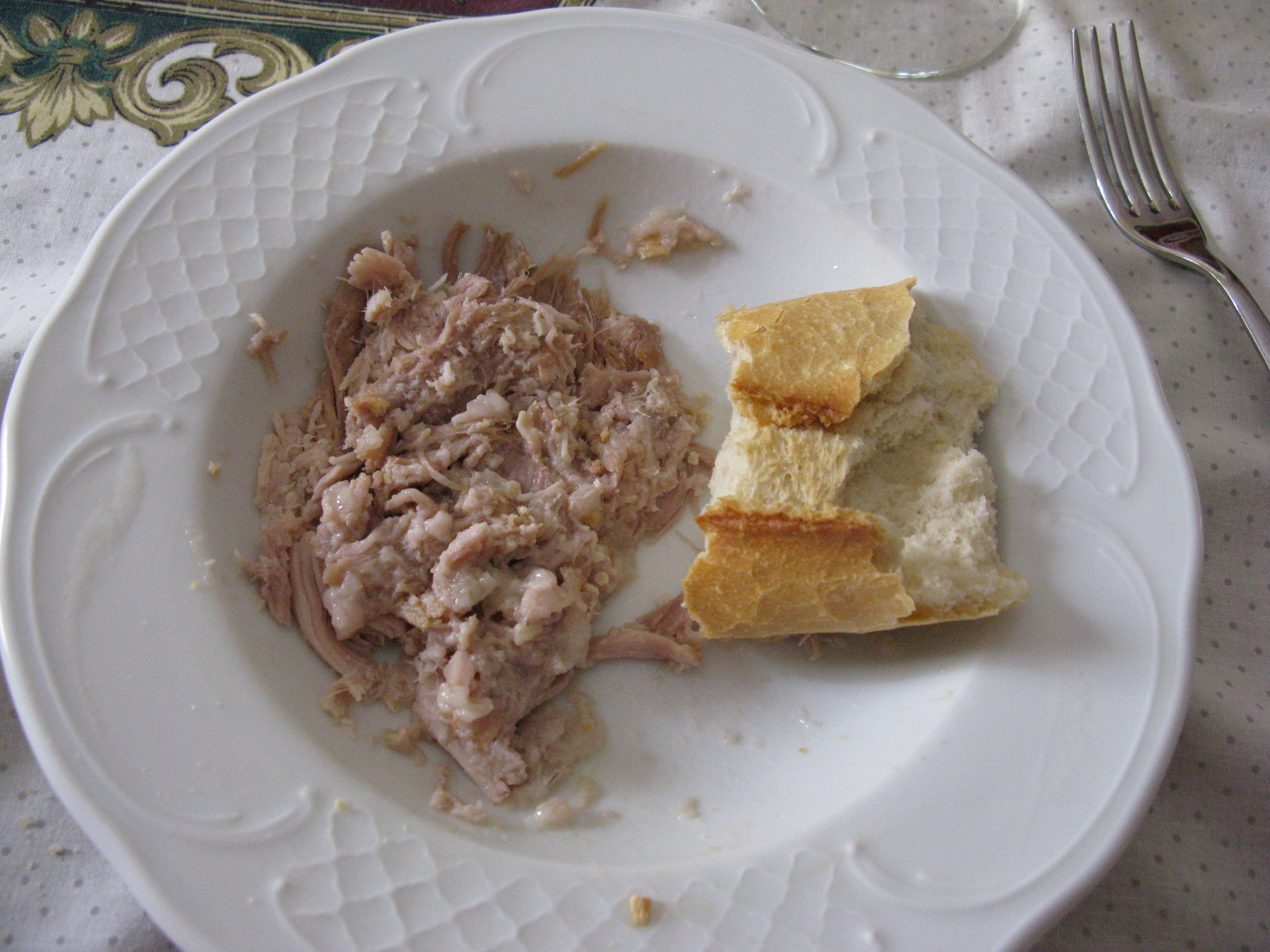
Pringá.

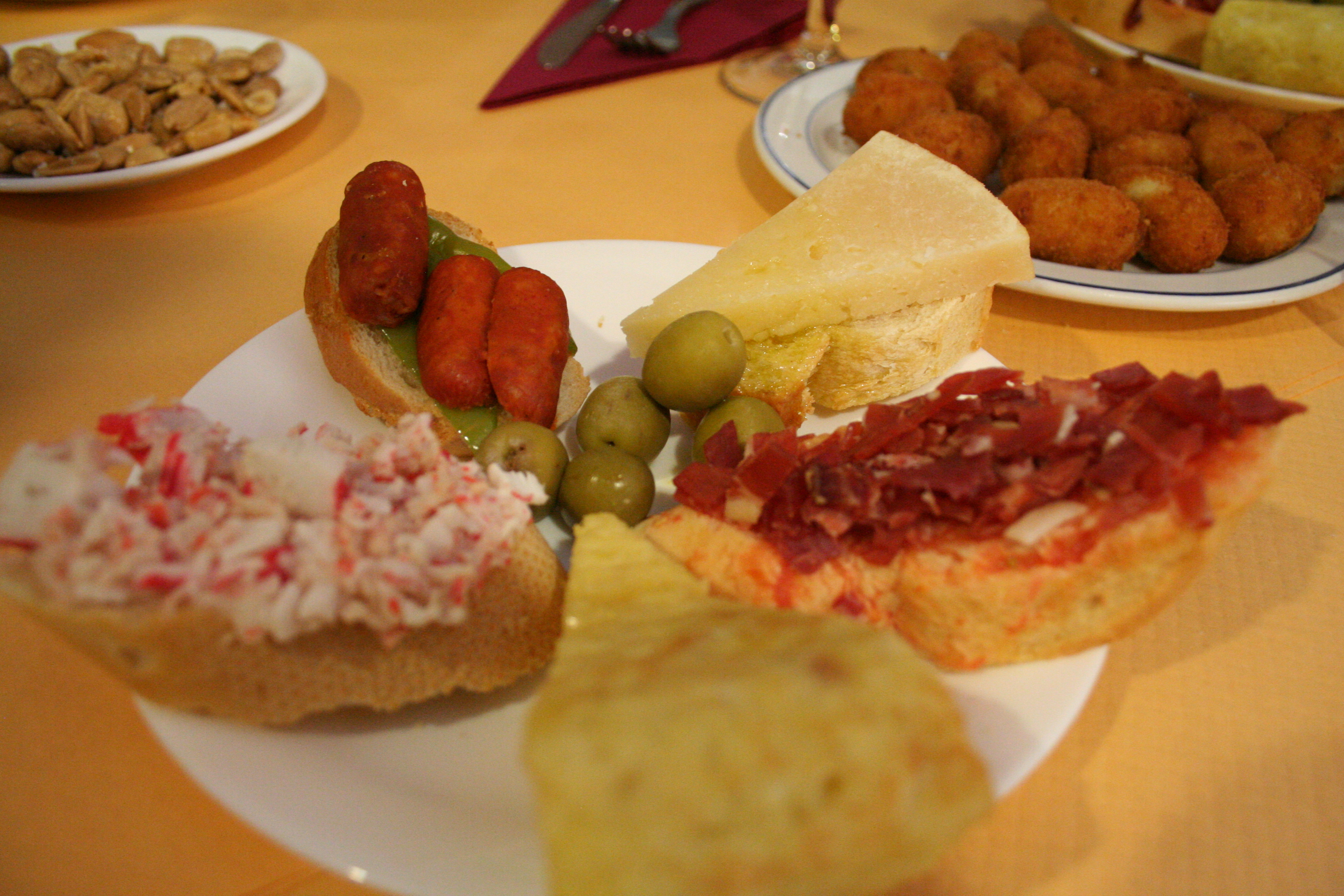
Las tapas están muy arraigadas culturalmente en Andalucía Oriental.

Sin ánimo de ser exhaustivo, se pueden citar según su ingrediente principal:

### Entrantes
- Aceitunas aliñás (existen 12 variedades protegidas con denominación de origen en la comunidad[4])
- Gazpacho
- Salmorejo
- Porra antequerana

### Sopas y cocidos
- Ajo harina
- Ajoblanco
- Gachas
- Garbanzos con bacalao
- Gazpachuelo
- Habas con calzones
- Habas fritas con jamón
- Guisantes con jamón y huevo
- Migas
- Migas de harina
- Puchero andaluz
- Puchero sevillano
- Puchero o cocido cordobés
- Puchero gaditano
- Cocido sevillano
- Remojón
- Abajao

## Verduras
- Alboronía
- Alcauciles rellenos
- Andrajos
- Piriñaca
- Espinacas con garbanzos

## Carnes
- Flamenquín
- Huevos a la flamenca
- Cordero lojeño
- Lomo de orza (o «a la orza»)
- Plato de los montes
- Plato alpujarreño
- Pringá
- Carne mechá
- Ropa vieja
- Serranito (bocadillo)

## Pescados
- Atún encebollado
- Fideos con caballa
- Espeto de sardinas
- Erizos de mar
- Habas con chocos
- Ortiguillas
- Papas con chocos
- Garbanzos con chocos
- Pescado adobado (también llamado bienmesabe)
- Pescaíto frito
- Soldaditos de Pavía
- Trucha de Riofrío
- Urta a la roteña

## Postres y dulces
- Maritoñi
- Chinito
- Indalotes
- Lagrimitas
- Poleá
- Tocino de cielo
- Pestiños
- Tortas de aceite
- Alfajores
- Pan de Cádiz
- Candié
- Pionono
- Rosco de Loja
- Nochebueno
- Hojaldrina
- Gachas dulces
- Alpisteras de Sanlúcar
- Amarguillo
- Torta del lunes de Quasimodo
- Torta parda
- Pastel cordobés
- Turrolate
- Hochío
- Hornazo
- Granizado de almendra
- Molletes marcheneros
- Pan de higo
- Torta loca
- Yemas del Tajo
- Mostachón
- Entornao
- Torta inglesa
- Yemas de San Leandro
- Bizcochos macarenas
- Bizcochos marcheneros